# サラフス
サラフス （ペルシア語: سرخس, Sarakhs/Serakhs）とは、イランの都市であり、ラザヴィー・ホラーサーン州サラフス郡の郡中心市に定められている2016年当時の人口は42,179人、11,812世帯。
公用語のペルシア語のほかトルクメン語が話され、イスラム教シーア派の十二イマーム派とスンナ派が信仰されている。カーペット、織物、裁縫などが町の特産品となっている。

## 歴史
フェルドウスィーの『シャー・ナーメ』によれば、神話上の王アフラースィヤーブの時代からサラフスは存在しており、カイカーウス王（en）によって、町の建設者であるゴーダルズの息子サラフスにちなんだ名前が付けられたとされている。周囲のオアシスには紀元前2千年紀から人間が居住しており、トルクメンの歴史家は紀元前507年にこの町が建設されたと考えている。幾分か恣意的に設定された年代ではあるが、1993年にトルクメニスタン側のセラフスで町の創立2500年を祝福する式典が開催された。
サラフスはシルクロードの中継地点の一つであり、メルヴとニーシャープールの間の交易路に沿って集落が発展した。モンゴル帝国の攻撃やガージャール朝初期の戦争のために町は荒廃したが、ガージャール朝のナーセロッディーン・シャーの命令によって町が再建された。ナーセロッディーン・シャーの命令によってトルクメニスタン側からの攻撃に備えた城砦が建設され、サラフセ・ナーセリー（ナーセロッディーン・シャーのサラフス）の通称で呼ばれるようになった。

## 地理
サラフスは州都のマシュハドから141km北東に位置し、町はテジェン川の沿岸に広がっている。イランとトルクメニスタンの国境に位置し、旧市街地の遺跡の大部分はトルクメニスタン領の都市であるセラフスに含まれている。また、町の近郊にはイランとトルクメニスタンの友好を記念したダムが建てられている。
一年を通して乾燥しており、夏季の気温は高く、冬季は非常に気温が低い。2021年7月7日には、48.7℃という観測史上最高の気温が記録された。

## 交通
サラフスはイランとトルクメニスタンの国境に位置するため、交通、通信の整備と強化を目的として特別経済地域に指定されている。イランとロシアの統治下にあったトルクメニスタンの境界がテジェン川に制定されて以降、国境の町となったサラフスの交通インフラは比較的早期に整備された。サラフスを通過して国境を横断する鉄道を敷設する計画が立案され、提案から一世紀以上が経過した後、1990年代にイランとトルクメニスタンを結ぶ鉄道が開通した。ほか、トルクメニスタンとイラン南部のチャーバハールを結ぶアジアハイウェイ75号線がサラフスを通過している。